# Daniel Rowland
Daniel Rowland (Londen, 1972) is een violist van Brits-Nederlandse afkomst.

## Opleiding
Rowland groeide vanaf zijn derde jaar op in het Stift. Hij studeerde aan het Conservatorium van Amsterdam bij Davina van Wely en Viktor Liberman. Daarna studeerde hij bij Igor Oistrach aan het Koninklijk Conservatorium in Brussel. Hij heeft ook lessen gevolgd bij Herman Krebbers, Ruggiero Ricci en Ivry Gitlis.
Rowlands vader, de dirigent en componist David Rowland (1939-2007), was docent aan het Twents Conservatorium in Enschede.

## Prijzen en onderscheidingen
Rowland won een aantal Nederlandse en internationale prijzen. Hij won de Brahms-prijs van het Brahms Geselschaft Baden-Baden. In 1995 won hij het Nationaal Vioolconcours Oskar Back.

## Activiteiten
Rowland is actief als solist, kamermusicus en concertmeester.

### Solist
Als solist maakte hij in 1992 zijn debuut in het Concertgebouw in Amsterdam met het vioolconcert van Tsjaikovski. Behalve in het Concertgebouw speelde hij verder in Carnegie Hall in New York, de Royal Albert Hall in Londen, de Glinka Zaal in Sint-Petersburg, de Symphony Hall in Birmingham en de Gulbenkian in Lissabon. Hij speelde concerten variërend van Vivaldi tot de grote vioolconcerten en componisten als Witold Lutosławski, Brian Ferneyhough en Ástor Piazzolla. Hij speelde met orkesten in Porto, Bratislava, Poznań, Glasgow, Lissabon, Baden-Baden, Bazel, Sint-Petersburg, Amsterdam, Antwerpen en Den Haag onder leiding van dirigenten als Andrei Boreiko, Djanzug Khakidze, Viktor Liberman, Lawrence Foster, Diego Masson, Lev Markiz, James Laughran en Jaap van Zweden.

### Kamermuziek
Rowland speelde solorecitals in het Concertgebouw in Amsterdam, Washington D.C., Parijs, het Szymanowski-huis in Zakopane (Polen), Porto, Brussel, Catania en Trinidad. Hij speelde op kamermuziekfestivals in Stellenbosch (Zuid-Afrika), Žilina (Slowakije), Povoa de Varzim (Portugal) en Catania (Italië).
Rowland was primarius van het Allegri String Quartet in Londen en daarna van het Breitner Strijkkwartet, dat in 2006 een debuut maakte in Amsterdam en zijn eigen concertserie had in de Beurs van Berlage in Amsterdam. Van 2007 tot mei 2019 was Rowland primarius van het Brodsky Quartet. Rowland houdt zich ook bezig met muziek uit de 20e en 21e eeuw. Hij leidt het Ensemble Contrechamps, het Quatuor Contrechamps in Genève, en de nieuwe groep Radius met als thuisbasis Londen. Ook vormt hij een duo met de pianiste Natacha Kudritskaya.

### Concertmeester
Rowland is vaak te gast als concertmeester bij Londense orkesten als de Philharmonia en het BBC Symphony Orchestra. Rowland wordt ook uitgenodigd om kamerorkesten te dirigeren. Zo leidde hij het Gulbenkian Orkest in Lissabon en orkesten in Glasgow, Catania en Londen.

### Pedagoog
Rowland gaf masterclasses in Nederland, het Verenigd Koninkrijk, Italië, Portugal en Zuid-Afrika. In 2005 richtte hij het Stift Internationaal Muziekfestival voor muziekstudenten op, dat plaatsvindt op Het Stift in Weerselo en in het nabijgelegen Oldenzaal. Daarbij wordt vooral onbekende en eigentijdse kamermuziek gespeeld.

## Instrument
Rowland speelt op een viool van Lorenzo Storioni, Cremona, 1793.